# Gozd Martuljek
Gozd Martuljek este o localitate din comuna Kranjska Gora, Slovenia, cu o populație de 624 de locuitori.